# Sughițul lui Winston

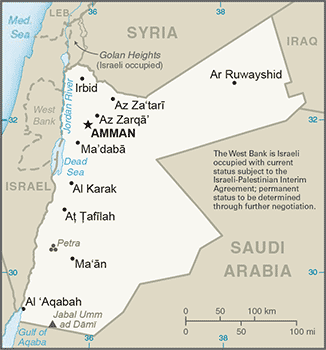
Harta Iordaniei și a vecinilor săi. În partea de răsărit există un intrând triunghiular care aparține Arabiei Saudite, care este cunoscut ca „Sughițul lui Winston” sau „Strănutul lui Churchill”

Sughițul lui Winston, sau Strănutul lui Churchill este numele sub care este cunoscută zona de frontieră din sud-estul Iordaniei, a cărei graniță ar fi  fost desenată de Winston Churchill după un prânz bogat și îndelungat. 

## Originea termenului
Churchill, care pe atunci îndeplinea funcția de Secretar de stat pentru colonii, a „creat Transiordania cu o trăsătură de creion într-o duminică după-amiază în Cairo”. În epocă a apărut o legendă conform căreia, după ce a mâncat mult prea mult în acea zi, el sughițat în vreme ce încerca să deseneze  frontiera, după care a refuzat să permită corectarea liniei în zic-zag Această zonă triunghiulară,  în vârful căreia se află orașul saudit Kaf, a ajuns să fie cunoscută în scrierile istorice drept „sughițul lui Winston”. 
Adevărul este că Churchill a desenat cu foarte mare grijă linia frântă a frontierei. El s-a asigurat că depresiunea Wadi As-Sirhan, aflată pe antica rută a Tămâii,, care își păstrase importanța ca rută de legătură dintre Damasc și interiorul peninsulei Arabice, urma să rămână în afara teritoriului transiordanian. Intrândul în teritoriul  iordanian avea și un alt scop. Britanicii păstrau controlul asupra unui coridor aerian dintre Marea Mediterană și India. Această frontieră trasată în mod arbitrar a tăiat pământurile strămoșești ale triburilor nomade fără să provoace autorităților coloniale  niciun fel de probleme morale.

## În zilele noastre
În zilele noastre, frontierele Iordaniei cu Siria, Irak și Arabia Saudită nu mai stânjenesc în general triburile nomade în timpul călătoriilor lor, deși, în cazul unora, granițele le separă practic de regiunile tradiționale de pășunat. Spre deosebire de acestea, granița dintre Iordania și Israel are un alt regim. În mod oficial, frontierele au fost stabilite în urma unei serii de înțelegeri dintre guvernul  britanic și guvernul a ceea ce avea să devină la un moment dat Arabia Saudită. Prima asemenea înțelegere a fost „Acordul de la Hadda” din 1925. În 1965, Iordania și Arabia Saudită au negociat un acord bilateral prin care granițele au fost modificate. Acest acord a dus la unele schimburi teritoriale, iar ieșirea la Golful Aqaba a Iordaniei  a crescut cu 18 km. 